# هيو غوستافسون
هيو غوستافسون (بالإنجليزية: Hugh Gustafson)‏ هو لاعب اتحاد الرغبي بريطاني، ولد في 8 يوليو 1987 في كارماذن ‏ في المملكة المتحدة.